# Dávid Pál
Felistáli Dávid Pál (Felistál, 1573 – Sümeg, 1633. január 19.) Pécs 51. püspöke.

## Életrajza
Gyermekkorában protestáns volt. A költészet- és szónoklattant Bécsben végezte, majd 1594. július 16-ától a Collegium Germanicum Hungaricum növendéke volt.
Bécsben és Rómában tanult. 1600. április 7-én tért haza és pappá szentelték. 1608-ban nyitrai olvasókanonok, ludányi apát. 1611-től szkalkai apát, s mint ilyen vett részt a nagyszombati zsinaton. 1611–1625 között aradi prépost. Királyi kinevezéssel 1610-től knini címzetes püspök, 1620-ban részt vett a besztercebányai országgyűlésen. 1625. március 25-étől a pécsi címzetes püspök, 1626-tól pozsonyi prépost. II. Ferdinánd 1628. július 18-án áthelyezte a váci egyházmegye élére (addigi kisebb javadalmait is megtartva). Két egyházi zsinatnak is résztvevője volt: 1611-ben a nagyszombati tartományi, 1629-ben ugyanitt a nemzeti zsinatnak. Veszprémi püspökké és királyi tanácsossá 1630. október 25-én nevezték ki. VIII. Orbán pápa 1631. október 6-án erősítette meg székében. Az egyházmegye majdnem teljesen török uralom alatt volt; ő Sümegen lakott, ott is halt meg.
A knini szék 1630 és 1634 között üres, utóda itt 1634. június 26-ától Ivánczy János, a pécsi székben 1628. július 18-ától és a vácin 1630. október 25-étől Draskovich György, a veszprémin 1633. november 1-jétől Lippay György.